# 1567 Alikoski
Az 1567 Alikoski (ideiglenes jelöléssel 1941 HN) egy kisbolygó a Naprendszerben. Yrjö Väisälä fedezte fel 1941. április 22-én, Turkuban.